# Shangri-La Dee Da
Shangri-La Dee Da — п'ятий студійний альбом рок-гурту Stone Temple Pilots, що вийшов у 2001 році.

## Історія створення
Stone Temple Pilots зібрались в студії вперше з 1999 року, коли фронтмена Скотта Вейланда було ув'язнено на п'ять місяців через порушення умов дострокового звільнення. Після повернення з в'язниці Вейланду вдалось відмовитись від вживання наркотиків, він продовжував виступати з гуртом, писав нові пісні, та навіть одружився та став батьком. Платівку було записано на початку 2001 року в великому будинку в Малібу, де музиканти жили разом з технічним персоналом та записували нові пісні.
Вейланд написав 18 пісень і намагався видати подвійний альбом, але продюсер  Брендан О'Браєн був проти та «надавав деяким з них значно менше уваги». Зведення альбому відбувалось в Атланті навесні 2001 року. В результаті до платівки увійшло 13 композицій. За словами Вейланда, музична складова альбому була натхнена творчістю Led Zeppelin, Елвіса Костелло, Джо Джексона, Керол Кінг, Pink Floyd і навіть містила «прог-панк оперу» («Regeneration»). Окрім звичних для Stone Temple Pilots голлівудських тем, альбом містив декілька пісень, що Вейланд присвятив своїй дружині та синові.

## Критичні відгуки
В журналі Rolling Stone звернули увагу на більш глибокі тексти Вейланда, аніж на попередніх платівках. Грег Кот назвав Вейланда «вокальним хамелеоном», який видає себе за Джима Моррісона, Робіна Зандера чи Гордона Лайтфута, а Shangri-La Dee Da — «можливо, найбільш захоплюючим альбомом STP, який реве, ніби музичний автомат у суботу ввечері».
На музичному сайті NME відзначили наполегливість Stone Temple Pilots, що продовжували випускати альбоми попри всі негаразди Вейланда, але назвали їхню музику вже неактуальною, назвавши гурт «настільки ж жвавим, як ті трупи, що археологи виловлюють з торф'яних боліт: чудово збережені, але не ідеальні для танців або розмов».

В каталозі AllMusic платівку назвали логічним продовженнях хіта «Sour Girl» з минулого альбому Stone Temple Pilots No. 4. Стівен Томас Ерлвайн відзначив, що гурт знаходиться в зоні музичного комфорту, тому альбом не вийшов несподіваним, і це не так погано. На думку Ерлвайна, найкраще у гурта вийшли психоделічно-попсові композиції, які він назвав не просто добрими, а «феноменальними».

## Список пісень
Автор всіх текстів — Скотт Вейланд, окрім пісні «Hollywood Bitch», яку він написав разом з Робертом Делео.
| #     | Назва                              | Автор музики       | Тривалість |
| ----- | ---------------------------------- | ------------------ | ---------- |
| 1.    | «Dumb Love»                        | Д. Делео           | 2:52       |
| 2.    | «Days of the Week»                 | Д. Делео           | 2:35       |
| 3.    | «Coma»                             | Д. Делео, Р. Делео | 3:41       |
| 4.    | «Hollywood Bitch»                  | Р. Делео           | 2:44       |
| 5.    | «Wonderful»                        | Р. Делео           | 3:47       |
| 6.    | «Black Again»                      | Д. Делео, Р. Делео | 3:27       |
| 7.    | «Hello It's Late»                  | Р. Делео           | 4:22       |
| 8.    | «Too Cool Queenie»                 | Д. Делео           | 2:47       |
| 9.    | «Regeneration»                     | Д. Делео           | 3:55       |
| 10.   | «Bi-Polar Bear»                    | Д. Делео           | 5:04       |
| 11.   | «Transmissions from a Lonely Room» | Р. Делео           | 3:15       |
| 12.   | «A Song for Sleeping»              | Р. Делео           | 4:15       |
| 13.   | «Long Way Home»                    | Д. Делео           | 4:33       |
| 47:25 |                                    |                    |            |

## Учасники запису
Stone Temple Pilots
- Скотт Вейланд — вокал, клавішні
- Дін Делео — гітара
- Роберт Делео — бас-гітара, бек-вокал, перкусія, гітара, акустична гітара, клавішні, фортепіано, автоарфа, електроситар
- Ерік Крец — ударні, перкусія, клавішні, банджо

Технічний персонал
- Брендан О'Брайен — продюсер, зведення, клавішні, перкусія
- Нік Дідіа — інженер звукозапису
- Даг Грін — інженер
- Біллі Бауерс — інженер
- Карл Егзікер — помічник запису, зведення
- Раян Вільямс — помічник зведення
- Боб Людвіг — майстеринг
- Ерін Хейлі, Шеріл Монделло — координатори виробництва
- Грегорі Сильвестр — художній керівник
- Чепмен Белер — артдиректор, фотографія

## Хіт-паради
Тижневі чарти
| Чарт (2001)                                  | Найвища позиція |
| -------------------------------------------- | --------------- |
| Австралія Australian Albums (ARIA)           | 35              |
| Канада Canadian Albums (Billboard)           | 5               |
| Німеччина German Albums (Offizielle Top 100) | 72              |
| Шотландія Scottish Albums (OCC)              | 99              |
| Велика Британія UK Albums (OCC)              | 105             |
| Велика Британія UK Rock & Metal Albums (OCC) | 13              |
| США Billboard 200                            | 9               |

Річні чарти
| Чарт (2001)                         | Позиція |
| ----------------------------------- | ------- |
| Canadian Albums (Nielsen Soundscan) | 191     |

Сингли
| Рік  | Сингл              | Чарт                                  | Позиція |
| ---- | ------------------ | ------------------------------------- | ------- |
| 2001 | «Days of the Week» | US Mainstream Rock (Billboard)        | 4       |
| 2001 | «Days of the Week» | US Modern Rock Tracks (Billboard)     | 5       |
| 2001 | «Days of the Week» | US Bubbling Under Hot 100 (Billboard) | 1       |
| 2001 | «Hollywood Bitch»  | US Mainstream Rock (Billboard)        | 25      |
| 2001 | «Hollywood Bitch»  | US Modern Rock Tracks (Billboard)     | 29      |

## Сертифікації
| Регіон                                             | Сертифікація | Продажі  |
| -------------------------------------------------- | ------------ | -------- |
| Канада (Music Canada)                              | Золотий      | 50 000^  |
| США (RIAA)                                         | Золотий      | 500 000^ |
| ^відвантаження, що базуються лише на сертифікаціях |              |          |